# Lamagdelaine
Lamagdelaine (okzitanisch: La Magdalena) ist eine französische Gemeinde mit 716 Einwohnern (Stand: 1. Januar 2022) im Département Lot in der Region Okzitanien. Sie gehört zum Arrondissement Cahors und zum Kanton Cahors-2.

## Geografie
Die Gemeinde Lamagdelaine liegt am südwestlichen Rand des Zentralmassivs an mehreren Schleifen des Flusses Lot, die die südliche Gemeindegrenze bilden. Die Flussschleifen werden durch den westlichen Rand der Cevennen erzwungen. Umgeben wird Lamagdelaine von den Nachbargemeinden Bellefont-La Rauze im Nordwesten und Norden, Saint Géry-Vers im Osten, Arcambal im Südosten und Süden, Cahors im Südwesten und Westen sowie Laroque-des-Arcs im Westen und Nordwesten.
Die verschwundene Grotte du Coual befand sich am Ufer des Lot in Lamagdelaine.

## Bevölkerungsentwicklung
| Jahr                       | 1962 | 1968 | 1975 | 1982 | 1990 | 1999 | 2006 | 2016 | 2022 |
| -------------------------- | ---- | ---- | ---- | ---- | ---- | ---- | ---- | ---- | ---- |
| Einwohner                  | 215  | 275  | 443  | 626  | 731  | 740  | 762  | 704  | 716  |
| Quellen: Cassini und INSEE |      |      |      |      |      |      |      |      |      |

## Sehenswürdigkeiten

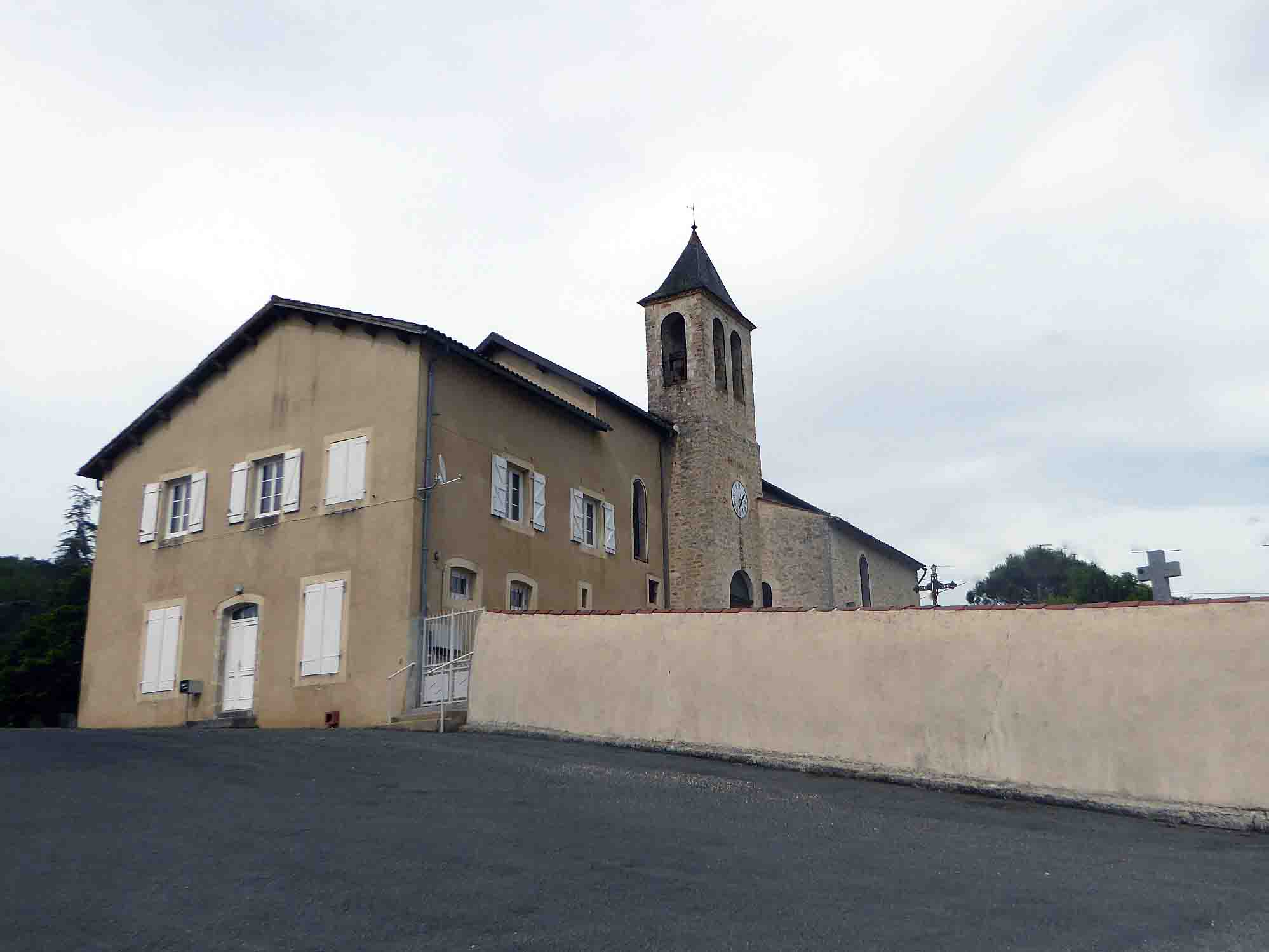
Kirche Sainte-Madeleine
- Herrenhaus von Savanac aus Trockenmauerwerk (Borie)
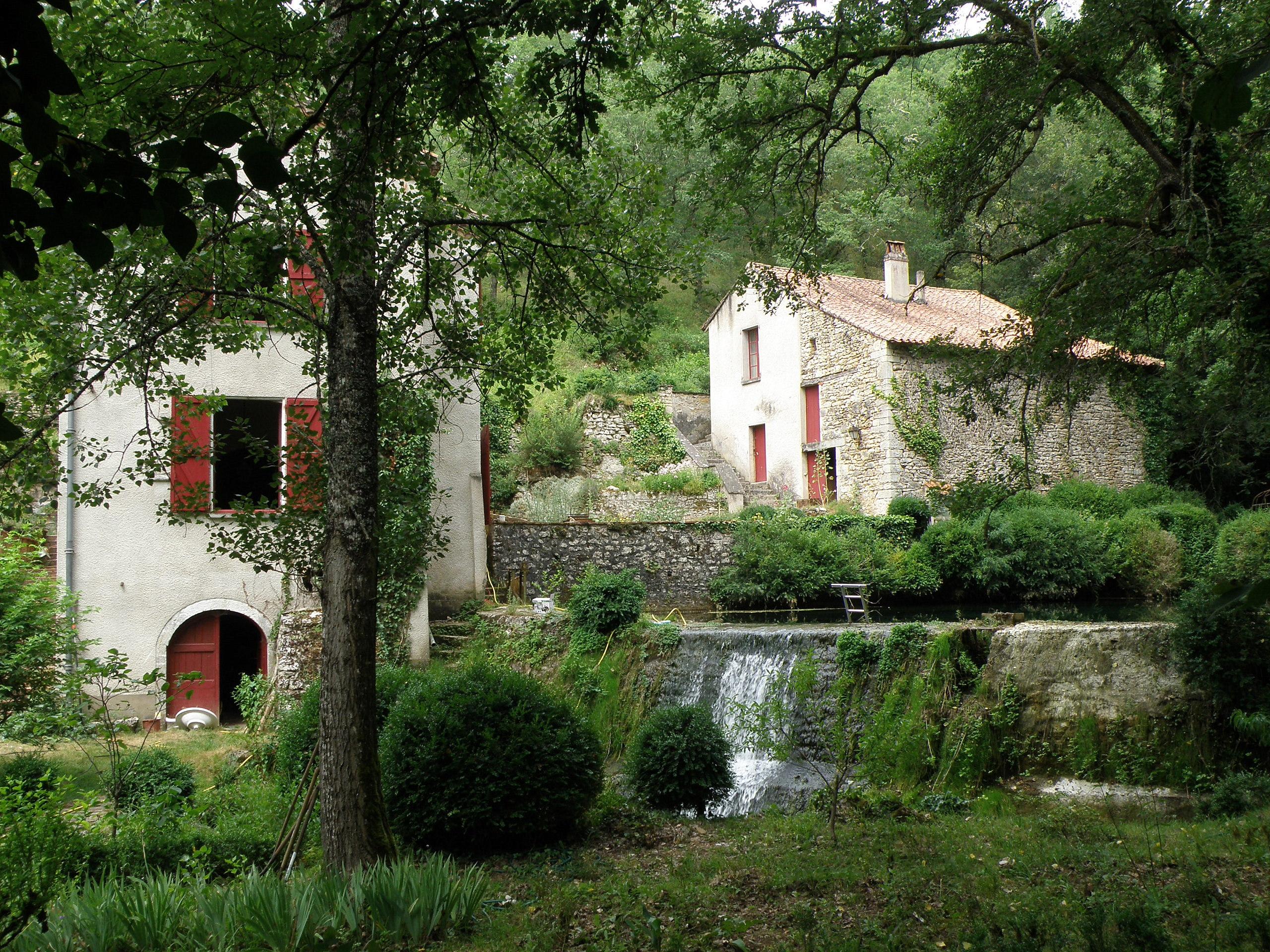
Wassermühle am Nouaillac
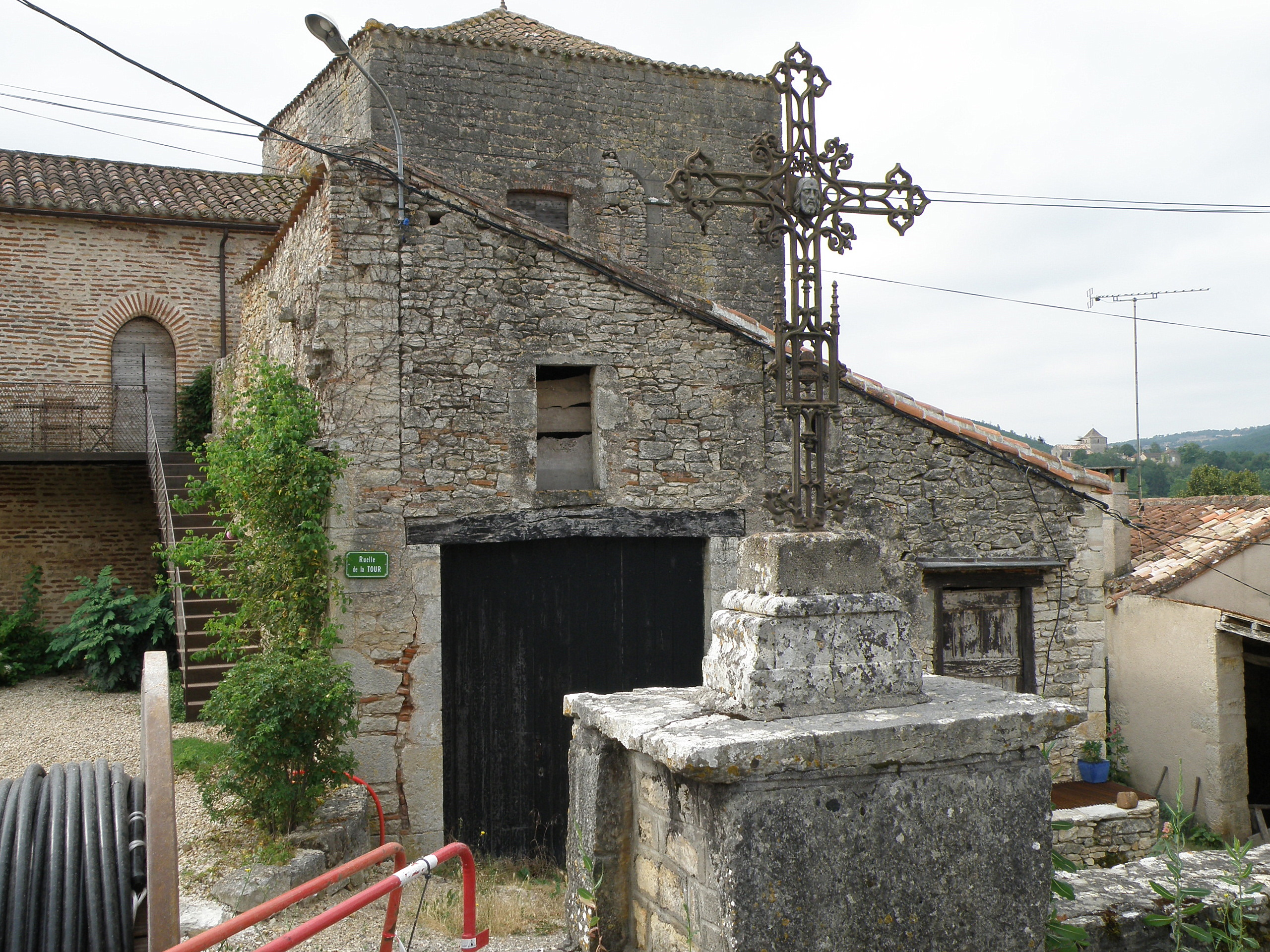
Metallkreuz in Savanac

- Lavoir

- Kirche Sainte-Madeleine
- Mühle Nouaillac
- Metallkreuz in Savanac